# Scelotes bipes
Scelotes bipes är en ödleart som beskrevs av  Linnaeus 1766. Scelotes bipes ingår i släktet Scelotes och familjen skinkar. Inga underarter finns listade i Catalogue of Life.